# Новокаледонские гекконы
Новокаледонские гекконы, или гекконы-бананоеды (лат. Rhacodactylus) — род ящериц семейства Диплодактилиды инфраотряда гекконообразных, обитающих в Новой Каледонии.

## Описание

### Внешний вид
Отличаются коротким цепким хвостом, кончик которого снизу оснащён специальными прикрепительными пластинками. Их пальцы соединяет кожистая перепонка.

### Размножение
За исключением Rhacodactylus trachyrhynchus, все виды этого рода яйцекладущие.

## Новокаледонскийе гекконы и человек
Все новокаледонскийе гекконы редки, и их численность сокращается.

## Виды
- Ушастый новокаледонский геккон (Rhacodactylus auriculatus)
- Малый новокаледонский геккон (Rhacodactylus chahoua)
- Ресничный геккон-бананоед (Rhacodactylus ciliatus)[1]
- Гигантский геккон-бананоед (Rhacodactylus leachianus)[1]
- Rhacodactylus sarasinorum
- Новокаледонский живородящий геккон (Rhacodactylus trachyrhynchus)